# 大島保彦
大島 保彦（おおしま やすひこ、1955年6月15日 - ）は、日本の教育者、翻訳家。
駿台予備学校英語科専任講師。東大進学塾エミール英語科講師。

## 経歴
群馬県立前橋高等学校卒業、東京大学文学部哲学科卒業、東京大学大学院人文科学研究科博士課程単位取得満期退学、修士論文は『宗教比較の可能性 - ニコラウス・クザーヌスの場合』。
千葉大学、東海大学などで哲学の非常勤講師も務める。
2006年6月には大学英語教育学会関東支部大会の全体シンポジウム「なぜ英語力は低下したのか?」に参加している。

## 著作

### 学習参考書
- 『とっても英文法』（研究社） 1997年12月　ISBN 4-327-45121-5
- 『英語長文問題集 - 文を超えて、文章を読む』（駿台文庫） 1998年1月　ISBN 4-7961-1028-3
- 『合格へのカウントダウン20日間 英検2級最短攻略本』（監修、学習研究社） 2006年5月　ISBN 4-05-402945-0
- 『合格へのカウントダウン20日間 英検準2級最短攻略本』（監修、学習研究社） 2006年5月　ISBN 4-05-402946-9
- 『英米史で鍛える 英語リーディング』（研究社） 2010年7月　ISBN 9784327452308

### 一般書
- 『大学デビューのための哲学』（入不二基義, 霜栄共著、はるか書房） 1992年11月　ISBN 4-7952-4064-7

入不二基義、霜栄は同じ駿台予備校の仕事仲間
- 『哲学者たちは授業中』（入江幸男, 松葉祥一, 上野修, 入不二基義共著、ナカニシヤ出版） 1997年5月　ISBN 4-88848-371-X
- 『駿台式! 本当の勉強力』（小林隆章, 鎌田真彰, 霜栄, 野島博之共著、講談社） 2001年3月　ISBN 4-06-149546-1
- 『東大入試問題に隠されたメッセージを読み解く』（産経新聞出版） 2013年1月　ISBN 9784819112017

### 著訳書
- 『踊る物理学者たち』（ゲーリー・ズーカフ、共訳、青土社）
- 『カルマは踊る』（ゲーリー・ズーカフ、共訳、青土社）
- 『精神の生活』（ハンナ・アーレント、佐藤和夫 訳・翻訳分担、岩波書店）